# فرانك بواتينغ
فرانك بواتينغ (بالإنجليزية: Frank Boateng)‏ هو لاعب كرة قدم غاني في مركز الوسط، ولد في 17 أغسطس 1984 في أكرا في غانا. شارك مع منتخب غانا لكرة القدم. أما مع النوادي، فقد لعب مع أشانتي كوتوكو.

## وصلات خارجية
- فرانك بواتينغ على موقع قاعدة بيانات كرة القدم.إي يو (الإنجليزية)
- فرانك بواتينغ على موقع ناشيونال فوتبول تيمز (الإنجليزية)